# Duane Koslowski
Duane Edward Koslowski (ur. 16 sierpnia 1959 w Watertown, zm. 2 lutego 2025) – amerykański zapaśnik w stylu klasycznym.

## Kariera
Olimpijczyk z Seulu w 1988. W turnieju 130 kg zajął 8. miejsce. Zajął czwarte miejsce na mistrzostwach świata w 1986 i piąte w 1987. Zwycięzca Igrzysk i Mistrzostw Panamerykańskich z 1987 roku. Trzecie miejsce w Pucharze Świata w 1986 roku. Brat bliźniak dwukrotnego medalisty olimpijskiego, Dennisa Koslowskiego. Był zawodnikiem University of Minnesota Morris.